# Vin français bénéficiant d'une IGP
Un vin français bénéficiant d'une IGP est un vin produit en France pour lequel une demande d'IGP, accompagnée d'un cahier des charges à respecter, a obtenu un avis favorable de l'INAO.
Sur l'étiquette du produit, le nom de l'appellation peut être suivi, ou plus rarement précédé, par une ou plusieurs mentions complémentaires. Ces mentions peuvent indiquer les principaux cépages utilisés, une zone précise de récolte des raisins, une méthode particulière de récolte, de vinification ou de vieillissement, une gamme de teneur en sucre, etc.
Les appellations de vins français ne se trouvant pas dans la liste ci-dessous sont classés en vins sous AOC ou en vins sans indication géographique. Les catégories « vins de qualité produits dans des régions déterminées » et « vins de table (au sens de l'Union Européenne) » n'existent plus depuis le 31 juillet 2009. Les catégories « appellation d'origine vin délimité de qualité supérieure », « vins de pays » et « vins de table (au sens français) » n'existent plus depuis le 31 décembre 2011.

## Vins de pays
« Vin de pays » était une catégorie de vins créée en 1968 afin de valoriser les importantes productions qui n'étaient concernées par aucune appellation d'origine.
Les textes législatifs successifs fixant les conditions de production des vins de pays distinguaient les « vins de pays de département » et les « vins de pays de zone ». Les conditions de production des vins de pays de département étaient entièrement définies par le décret général, tandis que celles des vins de pays de zone étaient également précisées par un décret spécifique pour chacun. Les zones de production des vins de pays de zone étaient généralement plus petites qu'un département. Cependant les zones de production des vins de pays atlantique, comtés-rhodaniens, comté-tolosan, méditerranée, pays-d'oc et val-de-loire couvraient plusieurs départements, ce qui a valu à ces vins d'être surnommés « vins de pays de région », sans que cela ait un sens officiel. Cette ancienne hiérarchisation a parfois conduit à vouloir hiérarchiser les vins sous IGP de la même manière. Toutefois, aucune hiérarchisation officielle des vins sous IGP n'est mentionnée dans les textes législatifs.
Entre le 1er août 2009 et le 31 décembre 2011, chaque vin de pays a continué à bénéficier de son statut tout en ayant la possibilité d'être transformé en vin sous IGP. Un cahier des charges a alors du être soumis à l'INAO pour ce vin. Ce cahier des charges décrit la zone géographique de production, l'encépagement, les règles analytiques et le rendement maximum de production, et contient un argumentaire de l'interaction entre les caractéristiques du vin et son origine géographique, ainsi que les organismes tiers et indépendants qui contrôlent le bon respect du cahier des charges.
Le dernier décret fixant les conditions générales de production des vins de pays et les 99 décrets relatifs à chaque vin de pays de zone ont été abrogés avant le 1er janvier 2012. Tous les vins de pays n'ont cependant pas été transformés en vins sous IGP. Certains anciens vins de pays sont devenus des mentions complémentaires d'une autre appellation de vin sous IGP, d'autres ont simplement disparu. « Vin de pays » a alors été transformé en mention traditionnelle pouvant remplacer « IGP » sur l'étiquette d'un vin, à condition que cela soit prévu dans le cahier des charges de l'appellation concernée.

## Liste des vins français sous IGP
Cette liste des vins français sous IGP est constituée des 75 appellations de produits référencés comme tels par l'INAO.
Le bassin viticole correspondant à chaque vin sous IGP est donné dans la liste ci-dessous à condition que la zone de récolte des raisins soit contenue dans un unique bassin. Dans le cas contraire, les détails sont donnés dans la section suivante.
| Indications géographiques protégées | Bassin viticole de récolte (si bassin unique) | Vins tranquilles | Vins tranquilles     | Vins tranquilles | Vins effervescents | Vins effervescents   | Vins effervescents |
| Indications géographiques protégées | Bassin viticole de récolte (si bassin unique) | Blanc            | Rosé (incluant Gris) | Rouge            | Blanc              | Rosé (incluant Gris) | Rouge              |
| ----------------------------------- | --------------------------------------------- | ---------------- | -------------------- | ---------------- | ------------------ | -------------------- | ------------------ |
| agenais                             |                                               | Blanc            | Rosé                 | Rouge            | Blanc              | Rosé                 |                    |
| alpes-de-haute-provence             | Vallée-du-Rhône Provence                      | Blanc            | Rosé                 | Rouge            |                    |                      |                    |
| alpes-maritimes                     | Vallée-du-Rhône Provence                      | Blanc            | Rosé                 | Rouge            | Blanc              | Rosé                 | Rouge              |
| alpilles                            | Vallée-du-Rhône Provence                      | Blanc            | Rosé                 | Rouge            |                    |                      |                    |
| ardèche                             |                                               | Blanc            | Rosé                 | Rouge            |                    |                      |                    |
| ariège                              | Sud-Ouest                                     | Blanc            | Rosé                 | Rouge            |                    |                      |                    |
| atlantique                          |                                               | Blanc            | Rosé                 | Rouge            |                    |                      |                    |
| aude                                | Languedoc Roussillon                          | Blanc            | Rosé                 | Rouge            |                    |                      |                    |
| aveyron                             | Sud-Ouest                                     | Blanc            | Rosé                 | Rouge            |                    |                      |                    |
| calvados                            |                                               | Blanc            | Rosé                 | Rouge            |                    |                      |                    |
| cévennes                            |                                               | Blanc            | Rosé                 | Rouge            | Blanc              | Rosé                 | Rouge              |
| charentais                          | Charentes Cognac                              | Blanc            | Rosé                 | Rouge            |                    |                      |                    |
| cité-de-carcassonne                 | Languedoc Roussillon                          | Blanc            | Rosé                 | Rouge            |                    |                      |                    |
| collines-rhodaniennes               | Vallée-du-Rhône Provence                      | Blanc            | Rosé                 | Rouge            | Blanc              | Rosé                 | Rouge              |
| comtés-rhodaniens                   |                                               | Blanc            | Rosé                 | Rouge            |                    |                      |                    |
| comté-tolosan                       |                                               | Blanc            | Rosé                 | Rouge            | Blanc              | Rosé                 | Rouge              |
| coteaux-de-béziers                  | Languedoc Roussillon                          | Blanc            | Rosé                 | Rouge            |                    |                      |                    |
| coteaux-de-coiffy                   | Champagne                                     | Blanc            | Rosé                 | Rouge            | Blanc              | Rosé                 | Rouge              |
| coteaux-de-glanes                   | Sud-Ouest                                     | Blanc            | Rosé                 | Rouge            |                    |                      |                    |
| coteaux-de-l'ain                    | Bourgogne Beaujolais Savoie Jura              | Blanc            | Rosé                 | Rouge            | Blanc              | Rosé                 | Rouge              |
| coteaux-de-l'auxois                 | Bourgogne Beaujolais Savoie Jura              | Blanc            | Rosé                 | Rouge            |                    |                      |                    |
| coteaux-de-narbonne                 | Languedoc Roussillon                          | Blanc            | Rosé                 | Rouge            |                    |                      |                    |
| coteaux-d'ensérune                  | Languedoc Roussillon                          | Blanc            | Rosé                 | Rouge            |                    |                      |                    |
| coteaux-de-peyriac                  | Languedoc Roussillon                          | Blanc            | Rosé                 | Rouge            |                    |                      |                    |
| coteaux-des-baronnies               | Vallée-du-Rhône Provence                      | Blanc            | Rosé                 | Rouge            | Blanc              | Rosé                 | Rouge              |
| coteaux-de-tannay                   | Val-de-Loire Centre                           | Blanc            | Rosé                 | Rouge            | Blanc              | Rosé                 | Rouge              |
| coteaux-du-cher-et-de-l'arnon       | Val-de-Loire Centre                           | Blanc            | Rosé                 | Rouge            |                    |                      |                    |
| coteaux-du-pont-du-gard             |                                               | Blanc            | Rosé                 | Rouge            |                    |                      |                    |
| côtes-catalanes                     | Languedoc Roussillon                          | Blanc            | Rosé                 | Rouge            |                    |                      |                    |
| côtes-de-gascogne                   | Sud-Ouest                                     | Blanc            | Rosé                 | Rouge            |                    |                      |                    |
| côtes-de-la-charité                 | Val-de-Loire Centre                           | Blanc            | Rosé                 | Rouge            |                    |                      |                    |
| côtes-de-meuse                      | Lorraine                                      | Blanc            | Rosé                 | Rouge            |                    |                      |                    |
| côtes-de-thau                       | Languedoc Roussillon                          | Blanc            | Rosé                 | Rouge            | Blanc              | Rosé                 | Rouge              |
| côtes-de-thongue                    | Languedoc Roussillon                          | Blanc            | Rosé                 | Rouge            | Blanc              | Rosé                 | Rouge              |
| côtes-du-lot                        | Sud-Ouest                                     | Blanc            | Rosé                 | Rouge            | Blanc              | Rosé                 |                    |
| côtes-du-tarn                       | Sud-Ouest                                     | Blanc            | Rosé                 | Rouge            |                    |                      |                    |
| côte-vermeille                      | Languedoc Roussillon                          | Blanc            | Rosé                 | Rouge            |                    |                      |                    |
| drôme                               | Vallée-du-Rhône Provence                      | Blanc            | Rosé                 | Rouge            | Blanc              | Rosé                 | Rouge              |
| franche-comté                       |                                               | Blanc            | Rosé                 | Rouge            | Blanc              | Rosé                 | Rouge              |
| gard                                |                                               | Blanc            | Rosé                 | Rouge            |                    |                      |                    |
| gers                                | Sud-Ouest                                     | Blanc            | Rosé                 | Rouge            | Blanc              | Rosé                 | Rouge              |
| haute-marne                         | Champagne                                     | Blanc            | Rosé                 | Rouge            | Blanc              | Rosé                 | Rouge              |
| hautes-alpes                        | Vallée-du-Rhône Provence                      | Blanc            | Rosé                 | Rouge            | Blanc              | Rosé                 | Rouge              |
| haute-vallée-de-l'aude              | Languedoc Roussillon                          | Blanc            | Rosé                 | Rouge            |                    |                      |                    |
| haute-vallée-de-l'orb               | Languedoc Roussillon                          | Blanc            | Rosé                 | Rouge            | Blanc              | Rosé                 | Rouge              |
| haute-vienne                        |                                               | Blanc            | Rosé                 | Rouge            |                    |                      |                    |
| île-de-beauté                       | Corse                                         | Blanc            | Rosé                 | Rouge            |                    |                      |                    |
| île-de-france                       | Bassin Parisien                               | Blanc            | Rosé                 | Rouge            |                    |                      |                    |
| isère                               |                                               | Blanc            | Rosé                 | Rouge            |                    |                      |                    |
| landes                              | Sud-Ouest                                     | Blanc            | Rosé                 | Rouge            | Blanc              | Rosé                 | Rouge              |
| lavilledieu                         | Sud-Ouest                                     |                  | Rosé                 | Rouge            |                    |                      |                    |
| le-pays-cathare                     |                                               | Blanc            | Rosé                 | Rouge            |                    |                      |                    |
| maures                              | Vallée-du-Rhône Provence                      | Blanc            | Rosé                 | Rouge            | Blanc              | Rosé                 | Rouge              |
| méditerranée                        |                                               | Blanc            | Rosé                 | Rouge            | Blanc              | Rosé                 | Rouge              |
| mont-caume                          | Vallée-du-Rhône Provence                      | Blanc            | Rosé                 | Rouge            |                    |                      |                    |
| pays-de-brive                       | Aquitaine                                     | Blanc            | Rosé                 | Rouge            |                    |                      |                    |
| pays-des-bouches-du-rhône           | Vallée-du-Rhône Provence                      | Blanc            | Rosé                 | Rouge            |                    |                      |                    |
| pays-d'hérault                      | Languedoc Roussillon                          | Blanc            | Rosé                 | Rouge            |                    |                      |                    |
| pays-d'oc                           |                                               | Blanc            | Rosé                 | Rouge            | Blanc              | Rosé                 | Rouge              |
| périgord                            |                                               | Blanc            | Rosé                 | Rouge            |                    |                      |                    |
| puy-de-dôme                         | Val-de-Loire Centre                           | Blanc            | Rosé                 | Rouge            |                    |                      |                    |
| sable-de-camargue                   |                                               | Blanc            | Rosé                 | Rouge            | Blanc              | Rosé                 | Rouge              |
| sainte-marie-la-blanche             | Bourgogne Beaujolais Savoie Jura              | Blanc            | Rosé                 | Rouge            |                    |                      |                    |
| saint-guilhem-le-désert             | Languedoc Roussillon                          | Blanc            | Rosé                 | Rouge            |                    |                      |                    |
| saône-et-loire                      | Bourgogne Beaujolais Savoie Jura              | Blanc            | Rosé                 | Rouge            | Blanc              | Rosé                 | Rouge              |
| terres-du-midi                      |                                               | Blanc            | Rosé                 | Rouge            |                    |                      |                    |
| thézac-perricard                    | Sud-Ouest                                     | Blanc            | Rosé                 | Rouge            |                    |                      |                    |
| urfé                                | Val-de-Loire Centre                           | Blanc            | Rosé                 | Rouge            | Blanc              | Rosé                 | Rouge              |
| val-de-loire                        | Val-de-Loire Centre                           | Blanc            | Rosé                 | Rouge            |                    |                      |                    |
| vallée-du-paradis                   | Languedoc Roussillon                          | Blanc            | Rosé                 | Rouge            |                    |                      |                    |
| vallée-du-torgan                    | Languedoc Roussillon                          | Blanc            | Rosé                 | Rouge            |                    |                      |                    |
| var                                 | Vallée-du-Rhône Provence                      | Blanc            | Rosé                 | Rouge            | Blanc              | Rosé                 | Rouge              |
| vaucluse                            | Vallée-du-Rhône Provence                      | Blanc            | Rosé                 | Rouge            |                    |                      |                    |
| vicomté-d'aumelas                   | Languedoc Roussillon                          | Blanc            | Rosé                 | Rouge            |                    |                      |                    |
| vin-des-allobroges                  | Bourgogne Beaujolais Savoie Jura              | Blanc            | Rosé                 | Rouge            | Blanc              | Rosé                 |                    |
| yonne                               | Bourgogne Beaujolais Savoie Jura              | Blanc            | Rosé                 | Rouge            | Blanc              | Rosé                 | Rouge              |

## Vins sous IGP ayant une zone de récolte des raisins non incluse dans un unique bassin viticole
Les zones de récolte des raisins définies dans les cahiers des charges de certaines appellations s'étendent sur plusieurs bassins viticoles.
D'autres incluent des zones n'étant contenues dans aucun bassin viticole.
| Appellations            | Zones de récolte |
| ----------------------- | --- |
| agenais                 | La zone de récolte s'étend sur les bassins « Aquitaine » et « Sud-Ouest ». |
| ardèche                 | La zone de récolte s'étend sur les bassins « Languedoc Roussillon » et « Vallée-du-Rhône Provence ». |
| atlantique              | La zone de récolte s'étend sur les bassins « Aquitaine », « Charentes Cognac » et « Sud-Ouest ». |
| calvados                | La zone de récolte n'est incluse dans aucun bassin viticole. |
| cévennes                | La zone de récolte s'étend sur les bassins « Languedoc Roussillon » et « Vallée-du-Rhône Provence ». |
| comtés-rhodaniens       | La zone de récolte s'étend sur les bassins « Bourgogne Beaujolais Savoie Jura » et « Vallée-du-Rhône Provence ». |
| comté-tolosan           | La zone de récolte du comté-tolosan (sans mention complémentaire) s'étend sur les bassins « Aquitaine » et « Sud-Ouest ». Les zones de récolte des comté-tolosan-bigorre, comté-tolosan-cantal, comté-tolosan-coteaux-et-terrasses-de-montauban, comté-tolosan-haute-garonne, comté-tolosan-pyrénées-atlantiques et comté-tolosan-tarn-et-garonne sont entièrement incluses dans le bassin « Sud-Ouest ».                                                                                    |
| coteaux-du-pont-du-gard | La zone de récolte s'étend sur les bassins « Languedoc Roussillon » et « Vallée-du-Rhône Provence ». |
| franche-comté           | La zone de récolte du franche-comté (sans mention complémentaire) comprend le Territoire de Belfort n'étant inclus dans aucun bassin viticole. Les zones de récoltes des franche-comté-buffard, franche-comté-coteaux-de-champlitte, franche-comté-doubs, franche-comté-gy, franche-comté-haute-saône, franche-comté-hugier, franche-comté-motey-besuche, franche-comté-offlanges et franche-comté-vuillafans sont entièrement incluses dans le bassin « Bourgogne Beaujolais Savoie Jura ». |
| gard                    | La zone de récolte s'étend sur les bassins « Languedoc Roussillon » et « Vallée-du-Rhône Provence ». |
| haute-vienne            | La zone de récolte n'est incluse dans aucun bassin viticole. |
| isère                   | La zone de récolte de l'isère (sans mention complémentaire) s'étend sur les bassins « Bourgogne Beaujolais Savoie Jura » et « Vallée-du-Rhône Provence ». Les zones de récoltes des isère-balmes-dauphinoises et isère-coteaux-du-grésivaudan sont entièrement incluses dans le bassin « Bourgogne Beaujolais Savoie Jura ». |
| le-pays-cathare         | La zone de récolte s'étend sur les bassins « Languedoc Roussillon » et « Sud-Ouest ». |
| méditerranée            | La zone de récolte du méditerranée (sans mention complémentaire) s'étend sur les bassins « Corse » et « Vallée-du-Rhône Provence ». Les zones de récoltes des méditerranée-comté-de-grignan et méditerranée-coteaux-de-montélimar sont entièrement incluses dans le bassin « Vallée-du-Rhône Provence ». |
| pays-d'oc               | La zone de récolte s'étend sur les bassins « Languedoc Roussillon » et « Vallée-du-Rhône Provence », et comprend des communes de la Lozère n'étant incluses dans aucun bassin viticole. |
| périgord                | La zone de récolte du périgord (sans mention complémentaire) s'étend sur les bassins « Aquitaine », « Charentes Cognac » et « Sud-Ouest ». La zone de récolte du périgord-dordogne s'étend sur les bassins « Aquitaine » et « Charentes Cognac ». La zone de récolte du périgord-vin-de-domme s'étend sur les bassins « Aquitaine » et « Sud-Ouest ». |
| sable-de-camargue       | La zone de récolte s'étend sur les bassins « Languedoc Roussillon » et « Vallée-du-Rhône Provence ». |
| terres-du-midi          | La zone de récolte s'étend sur les bassins « Languedoc Roussillon » et « Vallée-du-Rhône Provence », et comprend des communes de la Lozère n'étant incluses dans aucun bassin viticole. |